# 松本市立会田小学校
松本市立会田小学校（まつもとしりつ あいたしょうがっこう）は、長野県松本市四賀地区（旧四賀村）にあった市立小学校。2013年3月に松本市立四賀小学校に統合された。

## 概要
1873年に設立された思誠学校が起源。松本市の北側、四賀地区北、中央部に位置し松本市立会田中学校に近い。
通学区は四賀地区会田。かつて会田村が四賀村に合併するときに、そのまま引き継いだ。
2003年（平成15年）5月現在の児童数は82名。その後2008年には児童数70人まで減った。

## 統廃合
村内では長らく旧村単位での小学校を存続してきたが、児童数の減少などから、2010年度（平成22年度）をもって四賀地区の他の3小学校（松本市立中川小学校、松本市立五常小学校、松本市立錦部小学校）とともに2011年3月に閉校し、同年4月からは松本市立四賀小学校に統合される予定であった。しかし、四賀小学校建設予定地であった殿村遺跡から中世居館の石垣が出土し、学術調査の結果、遺跡の保存が決定されたため、小学校は代替地に建てられることとなった。これにより、統廃合は予定より2年延長された2012年度（平成24年度）の2013年3月に見送られた。

## 校章と校歌
校章は1959年（昭和34年）に制定された。村の主要産業が養蚕であったため桑の葉を4枚組み合わせた形となった。校歌は1979年（昭和54年）に制定された。作詞は窪田章一郎、作曲は平井康三郎が担当した。

## 周辺
- 松本市立会田中学校
- 松本市四賀支所